# Kirkenes
Kirkenes (severosámsky Girkonjárga, finsky Kirkkoniemi) je administrativní středisko okresu Sør Varanger v kraji Finnmark v severním Norsku. Město mělo v roce 2013 celkem 3498 obyvatel; s okolními obcemi Hesseng a Bjørnevatn má pak celá aglomerace 7209 obyvatel. Výběžek země mezi ústím řeky Pasviken (Pasvikelven) a Langfjordem se dříve nazýval Piselvnes. Po tom, co zde ale byl postaven roku 1862 nový kostel, dostalo celé místo název Kirkenes.
V Kirkenes sídlí tzv. Barentsův sekretariát (Barentssekretariatet). Byl založen na podzim roku 1993 – půl roku po podpisu tzv. Kirkeneské deklarace (Kirkeneserklæringen), tedy smlouvy o spolupráci mezi Norskem a Ruskem při využívání Barentsova moře. Hlavním úkolem Barentsova sekretariátu je tuto spolupráci trvale rozvíjet, z norské strany financuje společné projekty přímo ministerstvo zahraničních věcí (Utenriksdepartementet).

## Historie
Kirkenes získalo status města teprve roce 1998 a je v Norsku známým místem zejména proto, že zde končí transevropská mezinárodní silnice E6 a více než dva tisíce kilometrů dlouhá pobřežní lodní trasa Hurtigruta. K zajímavostem rovněž patří to, že názvy ulic v centru města jsou uváděny kromě latinky i v ruské cyrilici, protože 10 % obyvatelstva celé aglomerace tvoří již několik století i Rusové.
Po mnoho let byla hlavním hospodářským odvětvím v celé oblasti těžba surovin (železná ruda, plus ropa a zemní plyn v pobřežním šelfu Barentsova moře). Ještě v nedávné době zaměstnávala zde společnost AS Sydvaranger až 1500 pracovníků. Po určitém útlumu těžby zhruba v roce 1996 se stala hlavním odvětvím místního hospodářství turistika. Díky australským investorům vznikla však z původní společnosti Sydvaranger nová firma Northern Iron Limited, která začátkem roku 2009 zahájila rekonstrukci těžních zařízení železné rudy a v průběhu roku 2010 chce její těžbu opět podstatně rozšířit – s využitím soukromé železniční trati Kirkenes – Bjørnevatnbanen pro dopravu k nejbližšímu přístavu.
Během druhé světové války byla městská aglomerace Kirkenes mnohokráte bombardována Spojenci. Náletů bylo celkem 320, což z Kirkenes učinilo druhé nejčastěji bombardované místo na celém světě (po ostrově Malta). Město bylo osvobozeno sovětskou Rudou armádou dne 25. října 1944; svobodu tak získalo jako vůbec první město v Norsku.

## Pamětihodnosti, turistika
Uprostřed města se nacházejí dva velké pomníky druhé světové války (Russemonumentet a Krigsmødremonumentet). Nedaleko od nich lze navštívit protiletecký jeskynní kryt Andersgrotta, který byl za války největším krytem pro civilní obyvatelstvo a je v současné době zpřístupněn pro veřejnost.
Každý poslední čtvrtek v měsíci se ve městě pořádá "ruský trh". Turisticky zajímavým místem je rovněž kopec Prestefjell (Kněžská hora) na sever od centra, odkud je dobře vidět na celé město i velký fjord Varangerfjord.
Národní park Øvre Pasvik nasjonalpark v lesnatém údolí řeky Pasvik na jih od Kirkenes směrem k ruským hranicím je domovem největší kolonie hnědých medvědů v Norsku. Z 96 metrů vysokého kopce uvnitř parku je dobrý výhled nejen do údolí Pasvikdalen, ale i na ruské pohraniční město Nikel. Rybáři by určitě měli vědět, že asi 45 km cesty západním směrem od Kirkenes leží městečko Neiden se sedmou nejlepší lososovou řeku v celém Norsku. Pro lov v lososových řekách je však potřeba si opatřit zvláštní rybářský lístek, v ostatních vodách po celém Norsku lze rybařit volně bez povolení. V Neidenu se také každou poslední srpnovou neděli pořádá u ruské ortodoxní kaple sv. Jiří mše pod širým nebem.
V Kirkenes lze více než kde jinde pozorovat obrovský rozdíl mezi jednotlivými ročními obdobími. V zimě lze často pozorovat polární záři, jezdit na sněžných skútrech, se psím nebo sobím spřežením nebo lovit ryby otvory v ledu. V létě jsou zde vynikající možnosti pro pěší túry (kromě některých pásem blízko ruských hranic), sběr lesních plodů a dokonce i koupání v přírodních vodách na mnoha udržovaných plážích.

## Partnerská města
- Kars, Turecko